# Türkis Theater
Türkis Theater ist ein deutschtürkisches Theaterensemble in Köln. 
Die Theatergruppe besteht aus Tunç Denizer, Selda Akhan Selbach, Hülya Doğan-Netenjakob und Ozan Akhan. Für die Produktion Döner mit Sauerkraut (2005) stieß noch Doğan-Netenjakobs Bruder Serhat Doğan aus Izmir zu dem Ensemble. 
Besonders erfolgreich war das Kabarettstück Weiss’ Du?! des Türkis Theaters, das die Gruppe ab 2000 fünf Jahre lang gab und für das sie eine Nominierung für den Prix Pantheon erhielt und beim StartART-Wettbewerb-NRW 2001 ausgezeichnet wurde. 2005 hatte neben Döner mit Sauerkraut noch das Kinderstück Till Eulenspiegel und Nasrettin Hodscha Premiere.

## Auszeichnungen
- Prix Pantheon, Nominierung 2001
- StartART-Wettbewerb-NRW Preisträger 2001